# Vox Phantom
La Vox Phantom es una guitarra eléctrica. Fue comercializada a partir del año 1962 por la empresa VOX. Es única por su distintiva forma pentagonal, que se convirtió en parte de la representación icónica de la Invasión británica en los años 1960. Hecha originalmente en Inglaterra, la fabricación se trasladó más tarde a Italia.
Las características de la Vox Phantom incluyen 2 o 3 pastillas de bobina simple, afinadores similares a los de las guitarras Fender y un puente Tune-o-matic inspirado por puentes muy similares a las Guitarras Gibson. Los modelos posteriores incluyen un trémolo Bigsby diseñado por el fundador de Vox, Thomas Jennings. Incluía una almohadilla de cuero, recubierta en la parte posterior, para una mayor comodidad durante su uso.
También se hizo una versión de doce cuerdas, llamada "Vox Phantom XII". Ambas guitarras, la VI y XII, también se hicieron como versiones "Estéreo"; capaz de operar en formato estéreo, con un cable especial, que conecta a dos amplificadores simultáneamente. Esto permitió efectos que servían para la música que estaba en auge en los años 60, tal como el Garage Rock o el Rock Psicodélico.
Otra variante de las guitarras Phantom eran las llamadas "Special". Estas fueron construidas en el Reino Unido y más tarde en Italia. Una versión blanca fue utilizada por Ian Curtis, vocalista del grupo inglés Joy Division, en el vídeo de su canción «Love will tear us apart» (1980). La guitarra incluía efectos como Fuzz, Boost y "Repeat-Percusion" (un tremolo de onda cuadrada). Estos efectos eran operados por medio de una serie de botones en la parte inferior del Pickguard, con mandos para el control de Tremolo y la velocidad de repetición. Este modelo también tiene un sintonizador 'E', el que se puede utilizar para afinar la guitarra.
La guitarra compartió muchos de los problemas prácticos de guitarras de forma inusualmente similares, como la Gibson Flying V. Su forma hacía difícil usarla estando sentado, y su acabado de poliéster se rayaba con facilidad en sus esquinas.
Se han hecho numerosas copias del diseño de su forma pentagonal. Estas fueron fabricados por empresas como Teisco y Kawai bajo la marca Domino. Copias contemporáneas también son fabricados por compañías como Eastwood Guitars (llamados el VG6) y Jay Turser (llamado Phantasia). Jack Charles de Phantom Guitarworks, continúa construyendo réplicas de este y otros modelos VOX.
A finales de los años 1990, VOX las reeditó en Estados Unidos, construyendo versiones de la Phantom de estilo icónico, llamadas "Mark III Teardrops" y Mando Guitars. Los modelos de EE.UU se consideran las versiones más fáciles de usar de estos instrumentos que se hayan hecho.
Para el año 2011, VOX reintrodujo la forma del cuerpo pentagonal original en su serie Apache. La guitarra alberga un amplificador de dos canales de altavoces, varios patrones de ritmo y un sintonizador E-String.

## Artistas que usan o usaron Vox Phantom
- Tom Petty de Tom Petty and the Heartbreakers
- Tony Hicks de The Hollies
- Dave Davies de The Kinks
- Brian Jones de The Rolling Stones
- Peter Jay and the Jaywalkers
- Paul Revere de The Raiders
- The Electric Prunes
- Sterling Morrison de The Velvet Underground
- Captain Sensible de The Damned
- Sonic Boom de Spacemen 3
- Johnny Thunders de The New York Dolls
- Stiv Bators de The Dead Boys y The Lords of the New Church
- Dee Dee Ramone de Ramones
- Benjamin Orr de The Cars
- Greg Kihn
- Ian Curtis de Joy Division
- Daniel Hunt de Ladytron
- Richard Hawley de Pulp
- Rudi Protrudi de the Fuzztones
- Phil Arriagada de the Fuzztones
- Anton Newcombe de The Brian Jonestown Massacre
- Courtney Taylor-Taylor de The Dandy Warhols
- Ukigumo de Tokyo Jihen
- Dave Gregory
- Bernie LaBarge
- Paul Saulnier